# Ergasilus centrarchidarum
Ergasilus centrarchidarum is een eenoogkreeftjessoort uit de familie van de Ergasilidae. De wetenschappelijke naam van de soort is voor het eerst geldig gepubliceerd in 1882 door Wright R..